# Windows Phone 8S by HTC
Windows Phone 8S by HTC（簡稱HTC 8S或HTC Windows Phone 8S）是宏達電於2012年9月19日與微軟共同發表的一款智慧型手機，搭載Windows Phone 8作業系統、使用Beats Audio音訊技術，內建4GB的ROM及512的RAM，並支援 MicroSD 卡擴充。

## 設計
此機採用聚碳酸酯外殼，有黑/白雙色、慶典紅、海軍藍、灰/黃雙色四款配色，採用兩截式的外觀，但沒有前鏡頭。

## 外部連結
- HTC Product Page